# Koidulankivi
Koidulankivi är ett flyttblock och minnesmärke i Finland.   Det ligger i kommunen Loppis i den ekonomiska regionen  Riihimäki ekonomiska region  och landskapet Egentliga Tavastland, i den södra delen av landet, 60 km norr om huvudstaden Helsingfors. Koidulankivi ligger 113 meter över havet. Det ligger vid sjön Lopenjärvi.
Stenen tillägnades den enstniska författaren Lydia Koidula när hon besökte Finland tillsammans med sin far Johann Voldemar Jannsen som gäst till Yrjö Sakari Yrjö-Koskinen i Leppälahti vid Loppijärvi i Loppis, nuvarande Egentliga Tavastland. 1973 fästes till stenen Lydia Koidulas relief som var skapad av den estniska skulptören Juta Eskel.
Terrängen runt Koidulankivi är platt. Runt Koidulankivi är det glesbefolkat, med 11 invånare per kvadratkilometer. Närmaste större samhälle är Riihimäki, 18,5 km öster om Koidulankivi. I omgivningarna runt Koidulankivi växer i huvudsak blandskog.